# Luzara minor
Luzara minor är en insektsart som beskrevs av Morgan Hebard 1928. Luzara minor ingår i släktet Luzara och familjen syrsor. Inga underarter finns listade i Catalogue of Life.